# Compsibidion vanum
Compsibidion vanum là một loài bọ cánh cứng trong họ Cerambycidae.